# Margriet Prajoux-Bouma
Margriet (Grietje) Prajoux-Bouma (ook wel Marguerite; Virnich bij Schwerfen, gemeente Enzen, 19 juni 1912 – Marcoussis, 17 december 2005) was een Nederlands alpineskiester. Ze vertegenwoordigde haar vaderland op de Olympische Winterspelen 1952 in Oslo.

## Biografie
Bouma werd in Duitsland geboren. Haar familie kwam oorspronkelijk uit Franeker. Ze nam vanaf 1936 in Frankrijk deel aan diverse skiwedstrijden, trouwde er in 1940 ook, maar nam na het overlijden van haar Franse echtgenoot Emile Prajoux in 1942 weer de Nederlandse nationaliteit aan. In 1951 en 1952 werd de in Parijs woonachtige Prajoux-Bouma Nederlands kampioene alpineskiën.
Prajoux-Bouma was met haar 39 jaar de oudste van de elf Nederlandse olympische deelnemers aan de Olympische Winterspelen 1952. Bij het onderdeel reuzenslalom deed ze er, met een val, 3 minuten en 31 seconden over om de route af te leggen. Hiermee eindigde ze als laatste, meer dan een halve minuut langzamer dan de Nieuw-Zeelandse Annette Johnson, die voor haar eindigde. Vervolgens trok ze zich, in overleg met begeleider Arend Hubrecht, terug voor de slalom en de afdaling. 
Zowel haar teleurstellende resultaat, als dat van de broers Dick en Peter Pappenheim, leidde tot strengere selectie-eisen van de Nederlandse olympiërs. Ze was de tweede Nederlandse deelneemster op het alpineskiën na Gratia Schimmelpenninck van der Oye op de Olympische Winterspelen 1936. Pas op de Olympische Winterspelen 2022 zou Nederland in de persoon van Adriana Jelínková weer een deelneemster afvaardigen. Ze nam tot in 1954 deel aan wedstrijden met de Nederlandse selectie.

## Belangrijkste resultaten

### Olympische Winterspelen
| Jaar | Plaats | Resultaten       |
| ---- | ------ | ---------------- |
| 1952 | Oslo   | 40e Reuzenslalom |